# Schwarzatal (Naturschutzgebiet)
Das Naturschutzgebiet Schwarzatal liegt im Landkreis Saalfeld-Rudolstadt in Thüringen. Das 615 ha große Naturschutzgebiet mit der NSG-Nr. 159 erstreckt sich entlang der Schwarza zwischen der Gemeinde Schwarzburg und Bad Blankenburg.

## Bedeutung
Das Gebiet ist wegen der Artenvielfalt in Fauna und Flora als Naturschutzgebiet ausgewiesen.